# Grand Nord (film)
Pour les articles homonymes, voir North Star et Grand Nord.
Pour plus de détails, voir Fiche technique et Distribution.
Grand Nord (North Star) est un film américano-franco-italien de Nils Gaup sorti en 1996.

## Synopsis
En 1899, à Nome, en, Alaska, des gisements d'or font affluer des pionniers de tous les coins de l'Europe. Le maître de la ville, Sean McLennon, s'enrichit en s'appropriant crapuleusement les mines des étrangers et des autochtones. L'indien métis Hudson Saanteck lui résiste afin de protéger sa grotte, mine d'or et sanctuaire de ses ancêtres, kidnappant Sarah Mc Lennon. McLennon et ses hommes se lancent à sa poursuite dans l'immensité du Grand Nord...

## Fiche technique
- Titre : Grand Nord
- Titre original : North Star
- Réalisation : Nils Gaup
- Scénario : Sergio Donati
- Musique : John Scott
- Son : Ian Voigt, Gérard Lamps
- Genre : aventures
- Durée : 90 minutes
- Date de sortie :
  - France : 3 janvier 1996

## Distribution
- James Caan (VF: Bernard Tiphaine) : Sean McLennon
- Christophe Lambert (VF: lui-même) : Hudson Saanteek
- Catherine McCormack : Sarah
- Burt Young (VF: Serge Sauvion) : Reno
- Morten Faldaas
- Jacques François (VF: lui-même) : Colonel Henry Johnson
- Mary M. Walker : Haina
- Renny Hoalona Loren : Cheelik
- Frank Salsedo : Nakki
- Don Backhurst : un Amérindien
- Roddy 'Two Eagle' Randall : un Amérindien
- Reidar Sørensen : Bjorn Svenson
- Pedea Torget : Jesper
- Hilde Grythe : Hannah
- John Cassady : Jim Hanson
- Nicholas Hope : le shérif Lamont